# Кьонхігун
Кьонхігун (кор. 경희궁 Gyeonghuigung 慶熙宮 Kyŏng-hŭi-gung) — палац, побудований в Сеулі, Південна Корея. Був одним з «П'яти великих палаців», побудованих династією Чосон. 
Палац Кенбоккун, споруджений в 1395 році, знаходиться трохи північніше «Східного Палацу» (Чхандоккун) і «Західного Палацу» (Кьонхігун), тому його ще називають «Північним Палацом». Серед інших 5 палаців в Сеулі, Кенбоккун по праву вважається найбільшим і пишається своєю історичною красою.
Палац сильно постраждав і був практично повністю зруйнований під час Імчжинської війни (1592-1598), але за часів правління династії Лі (1852-1919) заново відбудований під проводом генерала Хинсона.
Одне з найкрасивіших місць в палаці, що залишився тут ще з часів династії Чосон — це споруди «Кьонхвару», «Хянвончжон» і ставок з лотосами, що являють собою всю красу й урочистість древньої Кореї.
Нині біля воріт Хоннемун розташовується Державний Музей, а в Хянвончжон знаходиться музей корейської нації.

## Див. Також
- Корейська архітектура